# Lâu đài Súľov
Lâu đài Súľov (tiếng Slovakia: Súľovský hrad) là tàn tích của một lâu đài thuộc địa phận làng Súľov-Hradná, vùng Žilina, Slovakia.

## Lịch sử
Lâu đài Súľov được thành lập vào nửa đầu thế kỷ 15 để bảo vệ một con đường gần đó. Lâu đài được xây dựng trên địa điểm trước đó từng tồn tại một đồn lũy được sử dụng để quan sát và canh gác khu vực. Công việc xây dựng lâu đài hoàn thành vào năm 1470.
Một trận hỏa hoạn lớn xảy ra vào năm 1550 đã phá hủy lâu đài. Sau đó, lâu đài được tái thiết lại như ban đầu, vì địa hình không cho phép lâu đài mở rộng và xây dựng các công trình phụ. Từ năm 1730, quân đội bắt đầu đóng quân ở lâu đài.
Khi lâu đài thuộc sở hữu của gia đình Sirmiensis, họ đã bỏ bê những sửa chữa cần thiết cho lâu đài, vì gia đình này ưu tiên sống trong những ngôi biệt thự tiện nghi trong làng. Từ năm 1780, không ai quan tâm đến lâu đài nữa. Trận động đất xảy ra vào năm 1858 khiến lâu đài bị hư hại nghiêm trọng. Tuy nhiên, không ai sửa chữa lâu đài, đã kiến công trình dần rơi vào tình trạng hư hỏng và sụp đổ theo thời gian. Hiện tại, tàn tích còn sót lại của lâu đài chỉ là những mảnh gạch xây dính vào đá.

## Hình ảnh

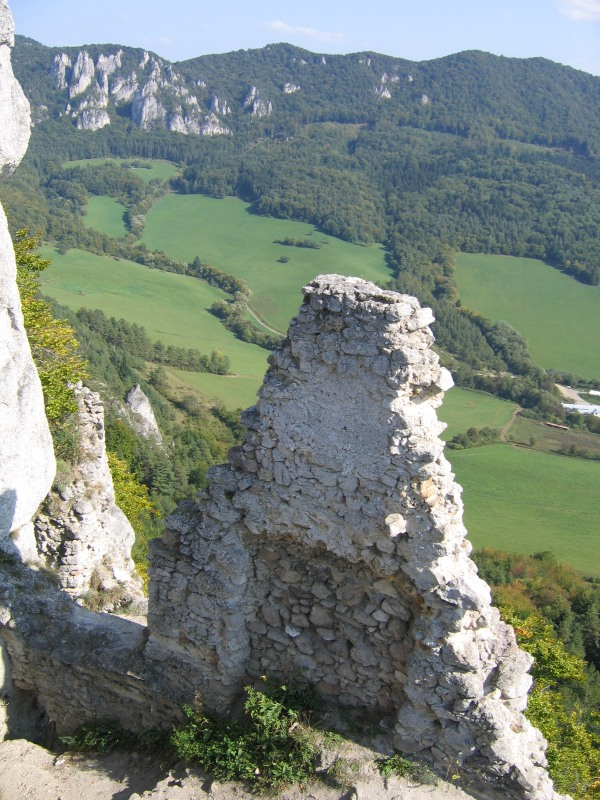
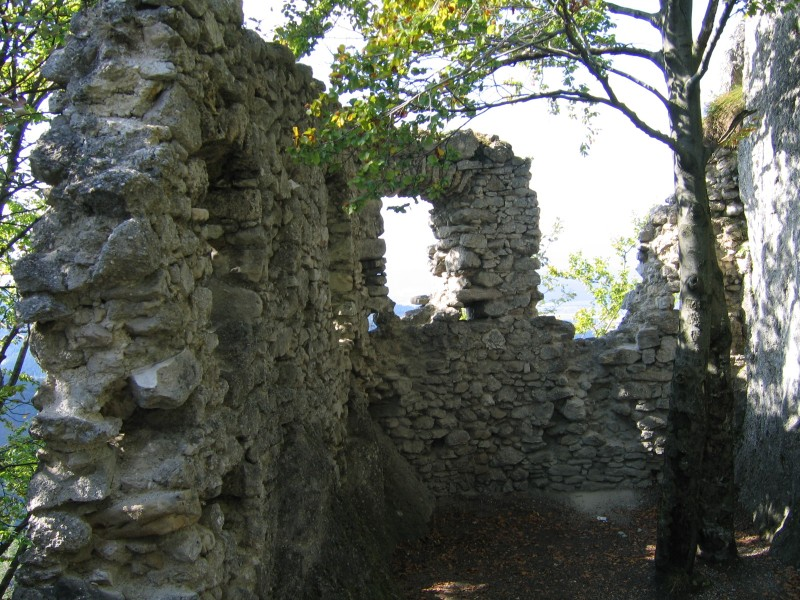
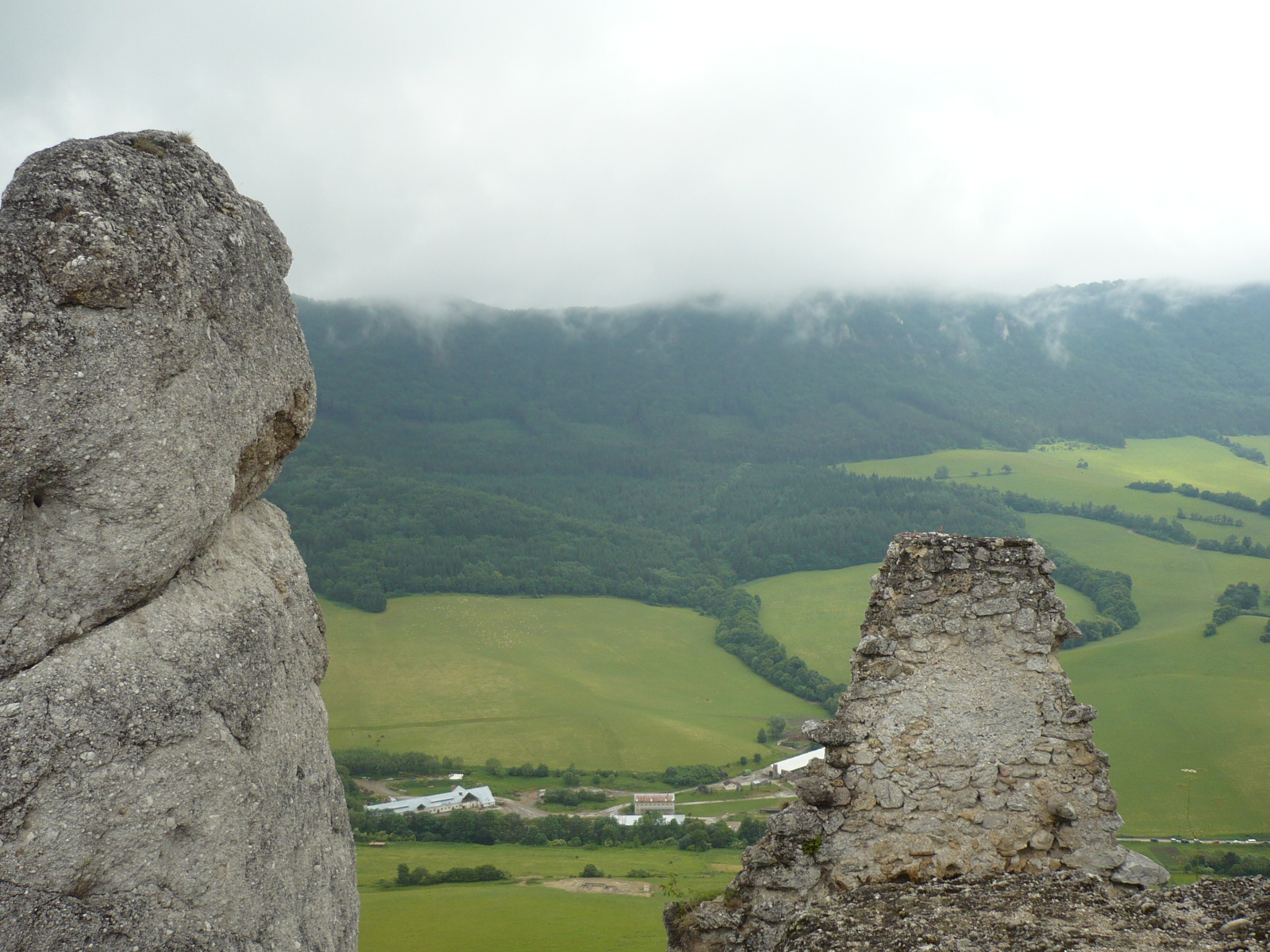